# ポテンシャル論
数学および数理物理学におけるポテンシャル論（ポテンシャルろん、英: potential theory）とは、調和函数に関する理論のことを言う。
19世紀の物理学において、自然界における基本的な力はラプラス方程式を満たすポテンシャルによってモデル化出来ることが知られ、そのときに「ポテンシャル論」という語が初めて用いられた。その後、例えば古典静電気学やニュートン重力などのより精確な理論の発展があったが、依然として「ポテンシャル論」という語は残されている。
ポテンシャル論とラプラス方程式の理論には、重複する点が少なからず存在する。それら二つの理論の明白な区別は、内容というよりも次に示す一つの明白な強調点に依っている：ポテンシャル論では「函数」の性質に焦点が置かれるが、ラプラス方程式の理論では「方程式」の性質に焦点が置かれる。例えば、調和函数の特異性に関する結果はポテンシャル論に属すると言えるが、その函数が境界値にどのように依存するかという点に関する結果はラプラス方程式の理論に属すると言えよう。もちろん、これは絶対的な区別ではなく、それら二つの理論における手法や結果には、実際には重複する点も多い。
近代のポテンシャル論はまた、確率論やマルコフ連鎖の理論とも密接に関連している。また連続の場合には、解析理論と密接に関連している。状態空間が有限の場合、その空間上の電気ネットワーク、推移確率に反比例する点の間の抵抗、ポテンシャルに比例する密度を導入することによって、そのような関連性が導かれる。そのような有限の場合であっても、ポテンシャル論におけるラプラシアンの analogue I-K はそれ自身の極大原理や一意性原理、バランス原理やその他の原理を備えるものである。

## 対称性
調和函数の研究における有用な出発点であり、原理の構成を担うものとして、ラプラス方程式の対称性が考えられる。その語の対称性は通常の意味のものではないが、ラプラス方程式は線型であるという事実から理論を出発することが出来る。すなわち、ポテンシャル論の研究における根本的な研究対象は函数の線型空間である。このことは、後述の節での函数空間的手法を考える際に特に重要であることが示される。
通常の語の意味における対称性に関して言えば、{\displaystyle n}-次元ラプラス方程式の対称性は実際には {\displaystyle n}-次元ユークリッド空間の共形対称性であるという定理から理論を始めることが出来る。この事実にはいくつかの意味がある。まず第一に、共形群あるいはその部分群（回転群あるいは平行移動群など）の既約表現の下で変換する調和函数を考えることが出来る。この考え方より、球面調和函数の解やフーリエ級数のような変数分離に依って生ずるラプラス方程式の解を計画的に得ることが出来る。それらの解の線型重ね合わせを取ることで、適切な位相の下でのすべての調和函数の空間において稠密であるような調和函数の大きな族を導出することが出来る。
第二に、調和函数をケルヴィン変換や鏡像法として生成するための古典的な手法を理解する上で、共形対称性を利用することが出来る。
第三に、ある領域の調和函数を他の領域の調和函数に移すために共形変換を利用することが出来る。そのような構成法の最も有名な例は、円板上の調和函数を半平面上のそれに関連付けるものである。
第四に、調和函数を共形平坦なリーマン多様体上に拡張するために共形対称性を利用することが出来る。そのような拡張の最も簡単な例はおそらく、（特異点からなる離散集合を除いた）Rn 全体で定義される調和函数を、{\displaystyle n}-次元球面上の調和函数として考えるものである。より複雑な状況も起こり得る。例えば、複数変数値調和函数を Rn のある分岐被覆上の単変数値函数として表現することでより高次元でのリーマン面の理論の類似物を得ることが出来たり、共形群の離散部分群の下で不変な調和函数を、複連結多様体あるいは軌道体上の函数と見なすことが出来たりする。

## 二次元
共形変換の群は二次元に対して無限次元であり、三次元以上に対しては有限次元であるという事実から、二次元に対するポテンシャル論はそれと異なる次元に対する理論とは異なるものであると推測することが出来る。この推測は実際に正しく、任意の二次元調和函数は複素解析函数の実部であることを思い出せば、二次元ポテンシャル論の主題は本質的には複素解析と同様であることが分かる。このため、ポテンシャル論について論じる時は、三次元あるいはより高次元に対しても成立する定理に焦点を置くこととなる。この関係から、複素解析において元々発見されていた多くの結果や概念（シュワルツの補題やモレラの定理、カゾラーティ・ワイエルシュトラスの定理、ローラン級数や、可除特異点・極 (複素解析)・真性特異点への特異点の分類など）は、任意の次元の調和函数に関する結果へと一般化されるという驚くべき事実が得られる。複素解析におけるどの定理が、任意の次元のポテンシャル論における定理の特別な場合であるか考えることで、二次元複素解析において実際何が特別で、何がより一般的な結果の特殊例であるかということに関する直感を得ることが出来る。

## 局所挙動
ポテンシャル論における重要な内容の一つに、調和函数の局所挙動の研究がある。ことによると局所挙動に関する最も基本的な結果は、調和函数は解析的であると述べた、ラプラス方程式に対する正則性定理であるかも知れない。調和函数の等位集合の局所構造を記述する結果はいくつか知られている。また正の調和函数の孤立特異点の挙動を特徴付けたボッチャーの定理もある。前節でも少し触れられているように、調和函数の孤立特異点は可除特異点・極・真性特異点に分類することが出来る。

## 不等式
調和函数の効果的な研究方法として、それらが満たす不等式を扱うというものが挙げられる。そのような不等式の中で恐らく最も基本的なものとして、最大値原理が知られており、その他のほとんどの不等式はそれから導出することが出来る。また別の重要な結果として、Rn 全体で定義される有界調和函数は定数であるということを述べたリウヴィルの定理が挙げられる。それらの基本的な不等式に加え、有界領域上の正の調和函数はほぼ定数であることを述べたハルナックの不等式が存在する。
それらの不等式の重要な使用法の一つとして、調和函数あるいは劣調和函数の族の収束を証明する際に用いる方法がある（ハルナックの不等式を参照）。それらの収束定理はしばしば、特定の性質を持つ調和函数の存在を証明する際に用いられる。

## 調和函数の空間
ラプラス方程式は線型であるため、ある与えられた領域上で定義される調和函数の集合は、実際、ベクトル空間である。適切なノルムや内積を定義することで、ヒルベルト空間やバナッハ空間を形成する調和函数の集合を得ることが出来る。この方法によって、ハーディ空間やブロッホ空間、ベルグマン空間などが導出される。

### 関連書籍等
- 相川弘明：「複雑領域上のディリクレ問題」、岩波書店（岩波数学叢書）、ISBN 978-4-00-007560-2 (2008年6月26日).